# Айра, Сесар
Сесар Томас Айра Гонсалес (исп. César Tomás Aira González, род. 23 февраля 1949, Коронель-Принглес, провинция Буэнос-Айрес) — аргентинский писатель, переводчик.

## Биография
В 1967 году переселился из провинции в столицу, в старинный квартал Флорес (отсюда в его прозе мотивы Буэнос-Айреса XIX века). Ведет семинары по литературе и искусству авангарда в университетах Буэнос-Айреса и Росарио.

## Творчество
Развивает эстетику европейского авангарда (Рембо, Малларме, сюрреализм), вместе с тем активно работая с жанровыми формами и стереотипными мотивами массовой культуры (сериал, комикс, фантастика, экзотический Восток). Его творчество сближают с такими художниками, как Макс Эрнст, Джозеф Корнелл.
Помимо романов, ему принадлежат эссеистические книги о художнике-карикатуристе и драматурге Копи (1991), о поэтессе Алехандре Писарник (1998).
Переводил романы Яна Потоцкого, Антуана де Сент-Экзюпери.
Книги Айры переведены на ряд языков мира, включая иврит.

## Романы
- Moreira (1975)
- Ema, la cautiva (1981)
- La luz argentina (1983)
- Las ovejas (1984)
- Canto Castrato (1984)
- Una novela china (1987)
- Los fantasmas (1990)
- El bautismo (1991)
- La liebre (1991)
- Embalse (1992)
- La guerra de los gimnasios (1992, экранизирован Диего Лерманом, 2005)
- La prueba (1992, экранизирован Диего Лерманом в 2002 под названием Так внезапно)
- El llanto (1992)
- Madre e hijo (1993)
- Cómo me hice monja (1993)
- El infinito (1994)
- La costurera y el viento (1994)
- Los misterios de Rosario (1994)
- Los dos payasos (1995)
- Abeja (1996)
- La trompeta de mimbre (1998)
- La serpiente (1998)
- El Sueño (1998)
- Las curas milagrosas del Dr. Aria (1998)
- La mendiga (1998)
- El congreso de literatura (1999)
- El juego de los mundos (2000)
- Un episodio en la vida del pintor viajero (2000)
- Cumpleaños (2000)
- El mago (2002)
- Varamo (2002)
- Fragmentos de un diario en los Alpes (2002)
- Las noches de Flores (2004)
- Haikus (2005)
- El cerebro musical (2005)
- Parménides (2006)
- Las aventuras de Barbaverde (2008)
- La confesion (2009)
- El error (2010)